# Cesáreo Domínguez
Cesáreo Domínguez (San Juan, 1808 - Paraguay, 9 de octubre de 1867) fue un militar argentino, de larga trayectoria en las guerras civiles de ese país, y que falleció mientras participaba en la Guerra del Paraguay.

## Biografía
Tras una participación oscura en las guerras civiles de la década de 1820, posiblemente formó parte de las fuerzas que, al mando de José Félix Aldao, combatieron en la batalla de Oncativo, y pasó a la provincia de Buenos Aires.
En 1831 hizo la campaña contra la Liga del Interior a órdenes de Juan Ramón Balcarce, alcanzando el grado de oficial. Al año siguiente se incorporó a la guarnición de San Miguel del Monte, en la provincia de Buenos Aires, donde se casó con Antonia Maestre, y prestó servicios por varios años en la frontera oeste de esa provincia. Combatió a órdenes de Prudencio Rosas en la batalla de Chascomús, en 1839.
En 1840 hizo la campaña al interior, en las filas del ejército de Manuel Oribe, y combatió en las batallas de Quebracho Herrado, Sancala, Rodeo del Medio y Arroyo Grande.
Durante los siguientes ocho años fue comandante del batallón de Patricios del Monte, participando del Sitio de Montevideo. Participó en la recuperación de la villa de Salto y en el combate de San Antonio contra las tropas del mercenario Garibaldi, a órdenes del general Servando Gómez, batalla esta última en que su comportamiento fue heroico y mereció su ascenso al grado de teniente coronel. Permaneció de guarnición en Salto, protegiéndolo de los ataques enemigos.
Al producirse la invasión de Justo José de Urquiza al Uruguay y la rendición de las tropas sitiadoras, muchos oficiales superiores argentinos se retiraron a Buenos Aires, pero no así sus tropas. Pocos días después tres oficiales que debían haber sido incorporados al Ejército Grande de Urquiza, Domínguez, Julián Martínez y Domingo Sosa, huyeron a Buenos Aires y se presentaron a Juan Manuel de Rosas, a cuyas órdenes combatieron en la Caseros. Urquiza puso precio a su cabeza, pero logró asilarse en un buque inglés; el gobernador Vicente López y Planes lo declaró fuera de la ley.
A pesar de todos estos antecedentes, en julio fue reincorporado al ejército porteño. Se opuso a la revolución del 11 de septiembre de 1852, pero cuando finalmente reconoció las autoridades del Estado de Buenos Aires, éstas lo ascendieron al grado de coronel. Cuando el general Hilario Lagos se levantó contra el gobierno separatista e inició el sitio de Buenos Aires, representó al gobierno porteño en la firma de un acuerdo con el general federal, que el mismo gobierno desconoció. Unos días más tarde, se unió al ejército de Lagos; combatió en la batalla de San Gregorio.
Al fracasar el sitio, se retiró a su casa en San Miguel del Monte. En 1854, el gobernador Adolfo Alsina ordenó su prisión, acusándolo de apoyar la invasión del general Jerónimo Costa, por lo que huyó a la provincia de Entre Ríos.

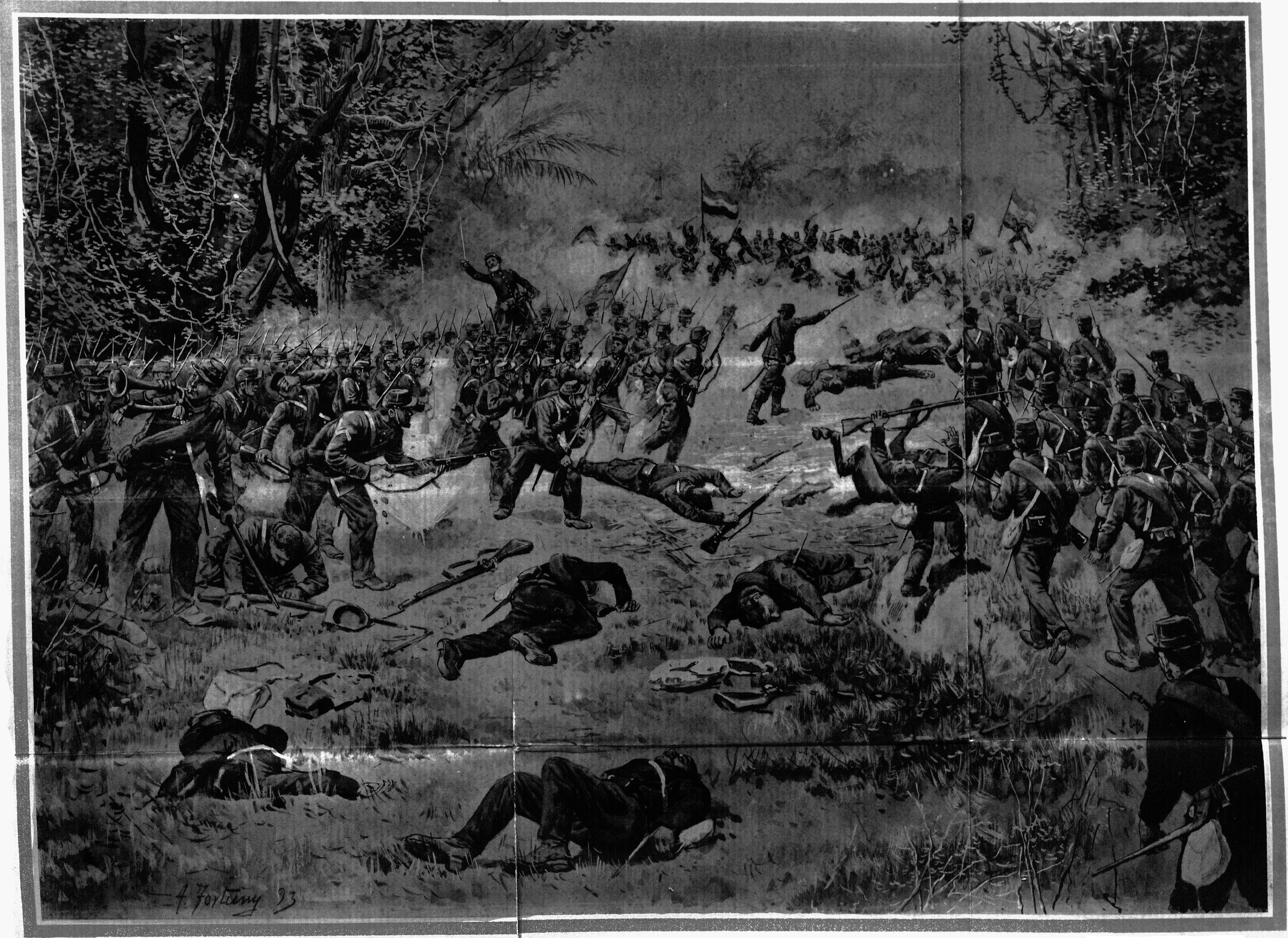
Ataque de la división a órdenes del coronel Cesáreo Dominguez a una trinchera paraguaya durante la Batalla de Boquerón (1866). Cuadro de F. Fortuny, tomado de un croquis del álbum del general Garmendia.

En 1855 fue inspector general interino del ejército de la Confederación Argentina, y al año siguiente interventor de la provincia de San Juan, cargo que no llegó a asumir. Por varios meses fue ministro interino de guerra, durante una ausencia del titular, general José Miguel Galán. Volvió a ser ministro interino durante las campañas de la Batalla de Cepeda.
Fue nombrado comandante militar y jefe político del departamento de Concordia, en el noreste de Entre Ríos.
En 1864 fue incorporado al Ejército Argentino, y como inspector de las fronteras de Córdoba y San Luis. El 10 de junio de ese año fue tomado prisionero por la revolución encabezada por Simón Luengo, y condenado a muerte por instigación de Calixto González, en ausencia del Chacho Peñaloza; pero tras la Batalla de Las Playas fue puesto en libertad por el coronel Ambrosio Sandes, de sanguinaria reputación.
Al año siguiente organizó los contingentes cordobeses que debían participar en la Guerra del Paraguay. Marchó al frente, y a órdenes de Emilio Mitre tuvo una actuación destacada en las batallas de Paso de Patria, Itapirú, Estero Bellaco, Tuyutí, Yataytí Corá, Boquerón — en que fue destacado como el jefe más meritorio — y Curupaytí.
Estuvo al frente de la tercera división del Segundo Cuerpo de Ejército (general Emilio Mitre). La tercera división formaba con la quinta brigada (teniente coronel Juan Manuel Cabot) y la sexta brigada (teniente coronel Manuel Morillo). Cada brigada con dos batallones de guardias nacionales.
El 18 de julio de 1867 fue ascendido al grado de general, y al mes siguiente asumió el mando del primer cuerpo de ejército; en este carácter, fue el jefe del ataque en Tuyú Cué, durante la cual enfermó de cólera. Falleció en Tuyú Cué (Ñeembucú), en el sur del Paraguay, el 9 de octubre de 1867.
Su hijo, también llamado Cesáreo Domínguez, también fue militar y llegó al grado de mayor.